# Eliurus danieli
Eliurus danieli é uma espécie de roedor da família Nesomyidae.
É endêmica de Madagascar, onde é conhecida apenas do Parque Nacional Isalo.